# Campionati del mondo di ciclismo su strada 1969
I campionati del mondo di ciclismo su strada 1969 si disputarono il 10 agosto 1969 a Zolder, in Belgio (gara dei Professionisti) e dal 22 al 24 agosto 1969 a Brno, in Cecoslovacchia (gare femminile e dei dilettanti).
Furono assegnati quattro titoli:
- 10 agosto: Prova in linea maschile Professionisti, gara di 262,9 km
- 22 agosto: Cronometro a squadre maschile Dilettanti, gara di 100 km
- 24 agosto: Prova in linea femminile, gara di 69,7 km
- 24 agosto: Prova in linea maschile Dilettanti, gara di 180,2 km

## Storia
La prima edizione del mondiale per Professionisti corsa in casa dal belga Eddy Merckx vide la sua nazionale guidata da Walter Godefroot e dal neoprofessionista Eric Leman unita contro di lui, che rimase senza appoggi e dovette cedere il titolo. Dal gruppo si staccarono diversi tentativi di attacco, con il decisivo portato dall'olandese Harm Ottenbros e dal belga Julien Stevens che arrivarono al traguardo nello stesso ordine staccando di oltre due minuti il resto del gruppo. Su novantatré corridori partiti, sessantadue conclusero la prova.
Leif Mortensen riportò il titolo individuale dei Dilettanti alla Danimarca dopo quello del 1931 di Henry Hansen. La cronometro a squadre fu vinta ancora dalla Svezia dei fratelli Pettersson, mentre la statunitense Audrey McElmury vinse il titolo femminile.

## Medagliere
| Pos.   | Nazione          | Oro | Argento | Bronzo | Totale |
| ------ | ---------------- | --- | ------- | ------ | ------ |
| 1      | Danimarca        | 1   | 1       | 0      | 2      |
| 2      | Svezia           | 1   | 0       | 0      | 1      |
| 2      | Paesi Bassi      | 1   | 0       | 0      | 1      |
| 2      | Stati Uniti      | 1   | 0       | 0      | 1      |
| 5      | Belgio           | 0   | 2       | 1      | 3      |
| 6      | Gran Bretagna    | 0   | 1       | 0      | 1      |
| 7      | Italia           | 0   | 0       | 1      | 1      |
| 7      | Svizzera         | 0   | 0       | 1      | 1      |
| 7      | Unione Sovietica | 0   | 0       | 1      | 1      |
| Totale | Totale           | 4   | 4       | 4      | 12     |

## Sommario degli eventi
| Eventi                        | Oro                                                               | Tempo                      | Argento                                 | Tempo    | Bronzo                                    | Tempo    |
| Uomini Professionisti         |                                                                   |                            |                                         |          |                                           |          |
| Gara in linea dettagli        | Harm Ottenbros Paesi Bassi                                        | 6h23'44" Media 41,000 km/h | Julien Stevens Belgio                   | s.t.     | Michele Dancelli Italia                   | a 2'18"  |
| Uomini Dilettanti             |                                                                   |                            |                                         |          |                                           |          |
| Gara in linea dettagli        | Leif Mortensen Danimarca                                          | 4h48'30"                   | Jean-Pierre Monseré Belgio              | a 59"    | Gustave Van Roosbroeck Belgio             | s.t.     |
| Cronometro a squadre dettagli | Svezia E. Pettersson, G. Pettersson, S. Pettersson, T. Pettersson | 2h01'17"2                  | Danimarca Frey, Hansen, Lund, Mortensen | a 1'45"3 | Svizzera Hubschmid, Kurmann, Burki, Fuchs | a 6'42"5 |
| Donne                         |                                                                   |                            |                                         |          |                                           |          |
| Gara in linea dettagli        | Audrey McElmury Stati Uniti                                       | 2h04'27"                   | Bernadette Swinnerton Gran Bretagna     | a 1'10"  | Nina Trofimova Unione Sovietica           | s.t.     |